# Nationaal park Toesjeti
Het Nationaal Park Toesjeti (Georgisch: თუშეთის ეროვნული პარკი, toesjetis erovnoeli parki) is een nationaal park in Georgië. Het is in 2003 gesticht met hulp van de Wereldbank op grond van een wet die de instelling van acht nieuwe beschermde natuurgebieden in het oosten van Georgië mogelijk maakte. De omvang is 83.453 ha.
Het park is gelegen in het Toesjeti-gebied in de Oost-Kaukasus. Met een hoogte van 900 tot 4800 meter boven de zeespiegel is het een van de grootste en hoogst gelegen parken van Europa. 
In het park vinden we bossen met de pijnboom Pinus sosnovkji en berken Betula litvinovii en B. raddeana. 
Daarnaast zijn er als zeldzame diersoorten onder meer de wilde geit, berggeit, gems, wolf, Euraziatische lynx, bruine beer, lammergier, steenarend (Aquila chrysaetos). Bijzonder is het voorkomen van een ondersoort van de luipaard (Panthera pardus), de Anatolische panter (P. p. tulliana, ook wel Perzische panter, er is geen consensus over de naamgeving van deze twee ondersoorten).
Vanwege de fraaie en ongerepte bergen heeft het park toeristische waarde. Ook zijn er traditionele dorpen en architectonische monumenten.
Nationaal park Algeti ·
Nationaal park Bordzjomi-Charagaoeli ·
Nationaal park Dzjavacheti ·
Nationaal park Eroesjeti ·
Nationaal park Kazbegi ·
Nationaal park Kintrisji ·
Nationaal park Kolcheti ·
Nationaal park Matsjachela ·
Nationaal park Mtirala · Nationaal park Psjavi-Chevsoeretië ·
Nationaal park Tbilisi ·
Nationaal park Toesjeti ·
Nationaal park Vasjlovani